# Excalibur Automobile Corporation

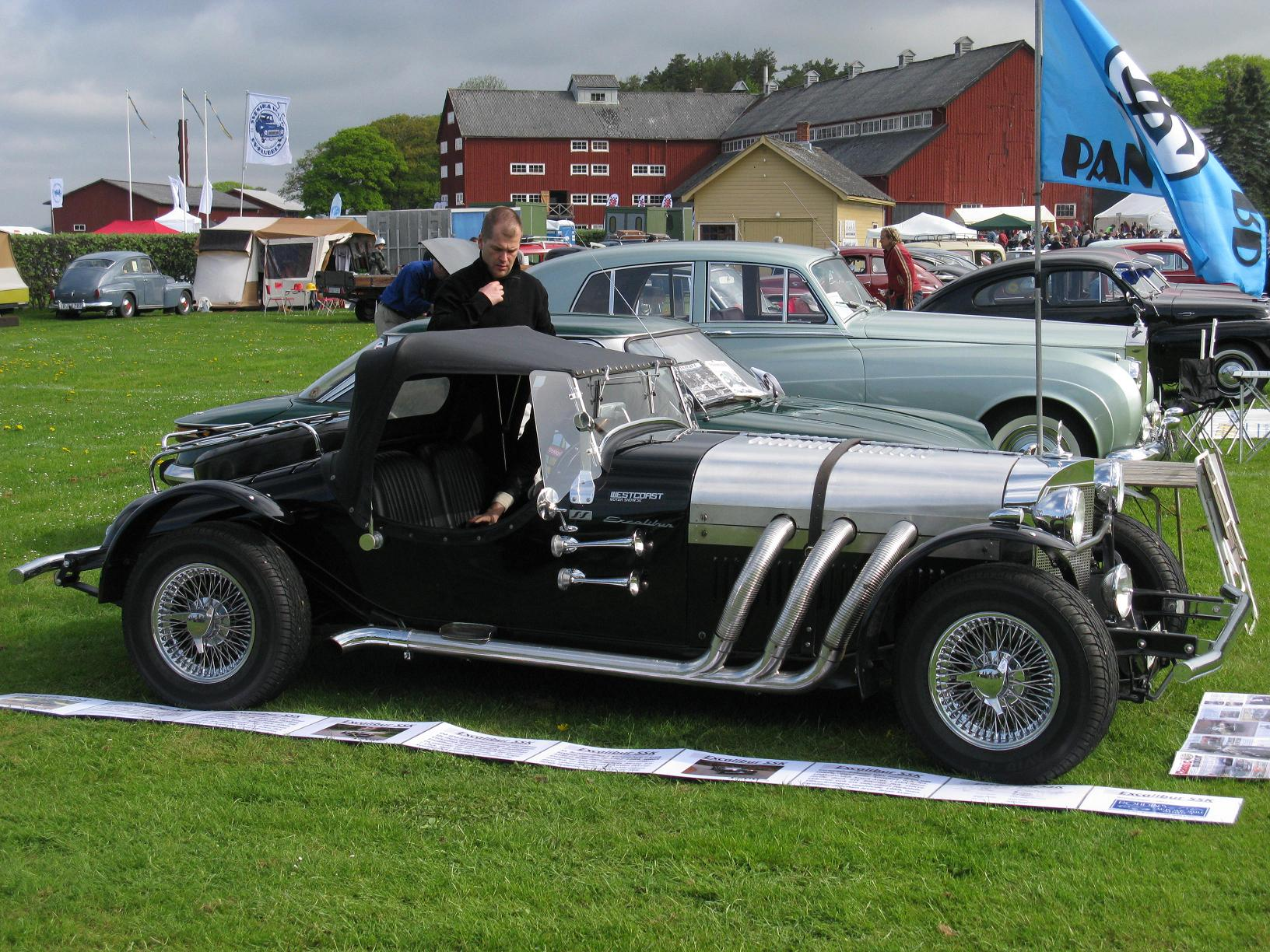
Excalibur Series I als Roadster

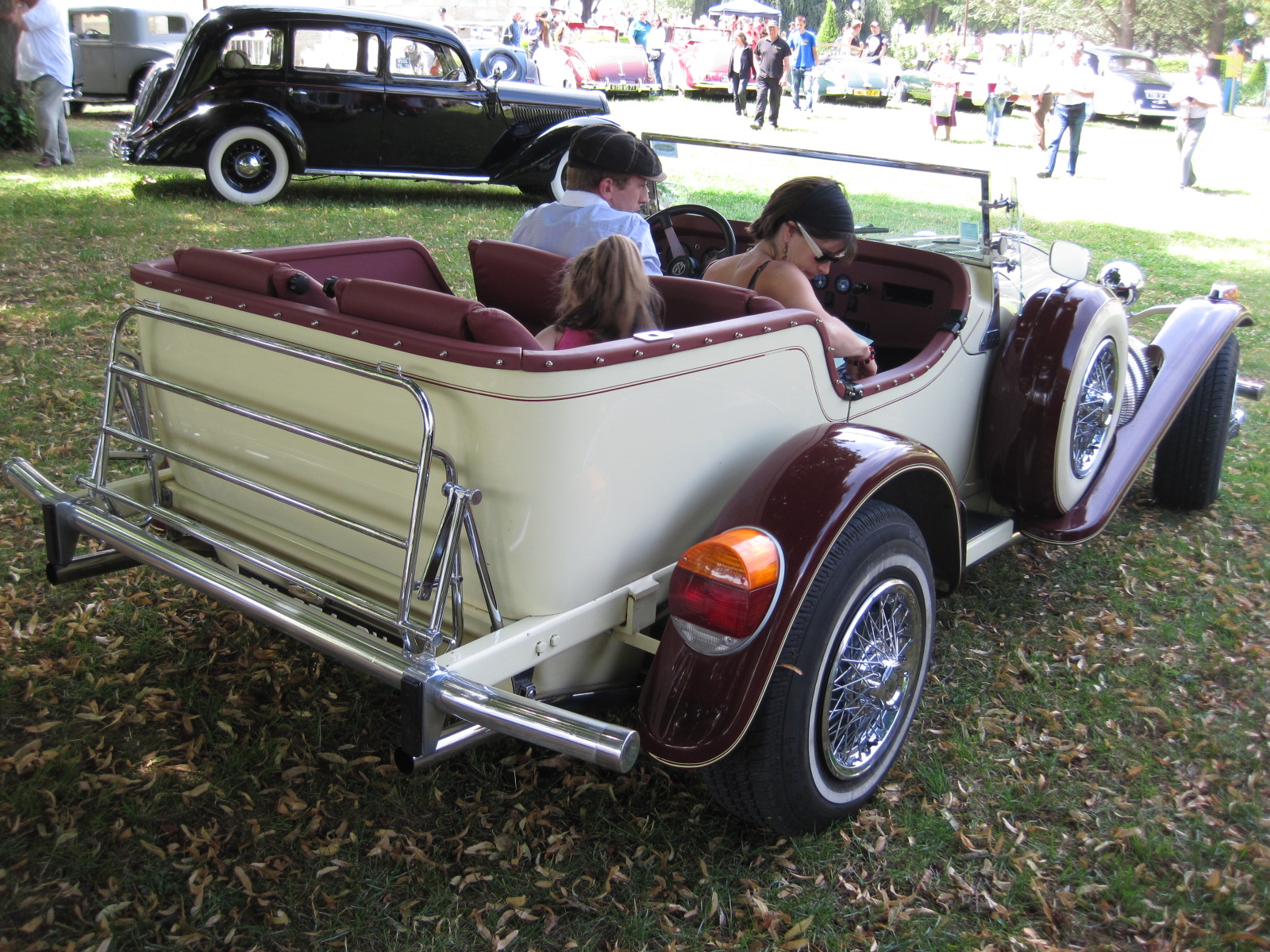
Excalibur Series II als Phaeton

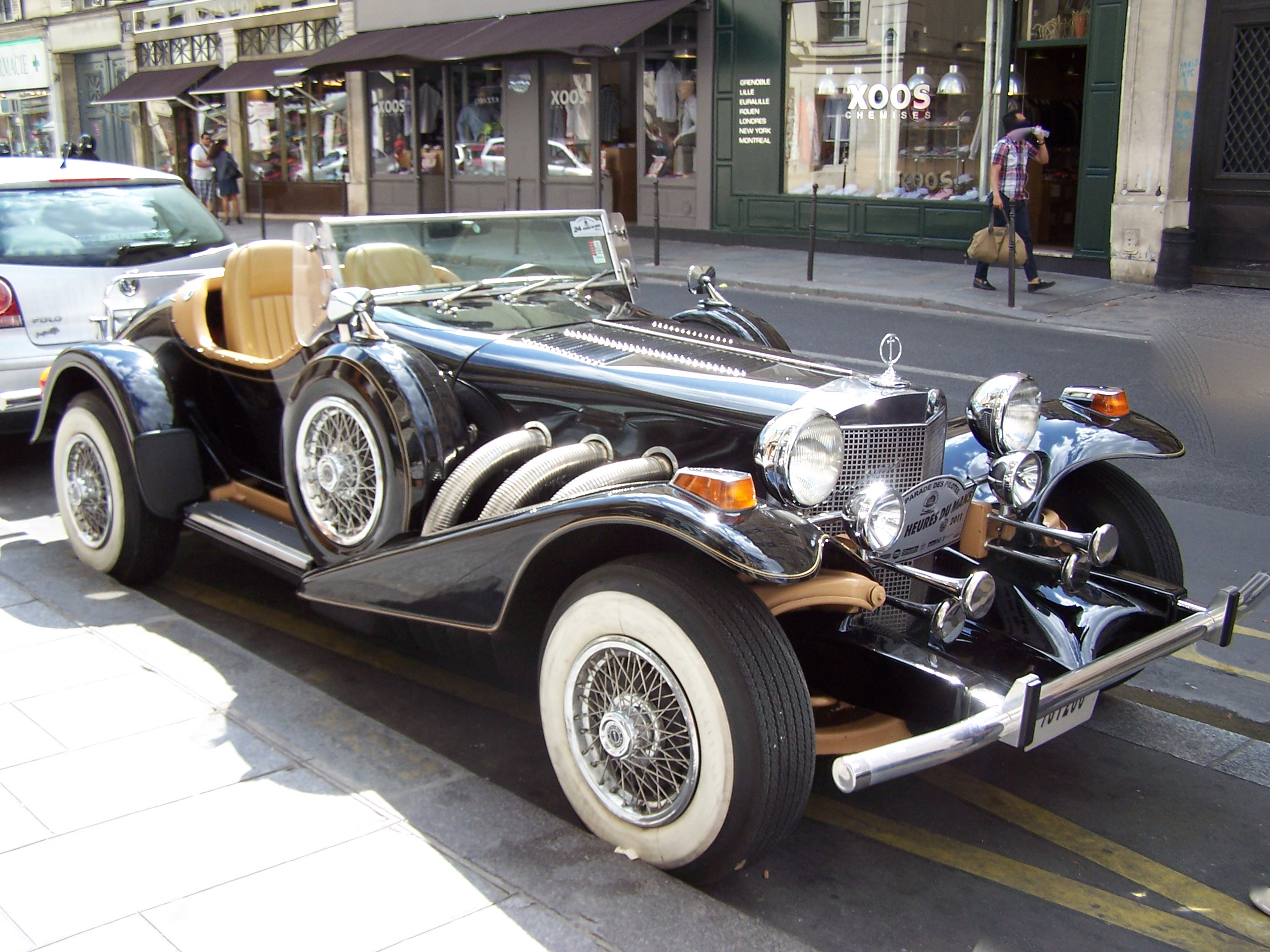
Excalibur Series III als Roadster

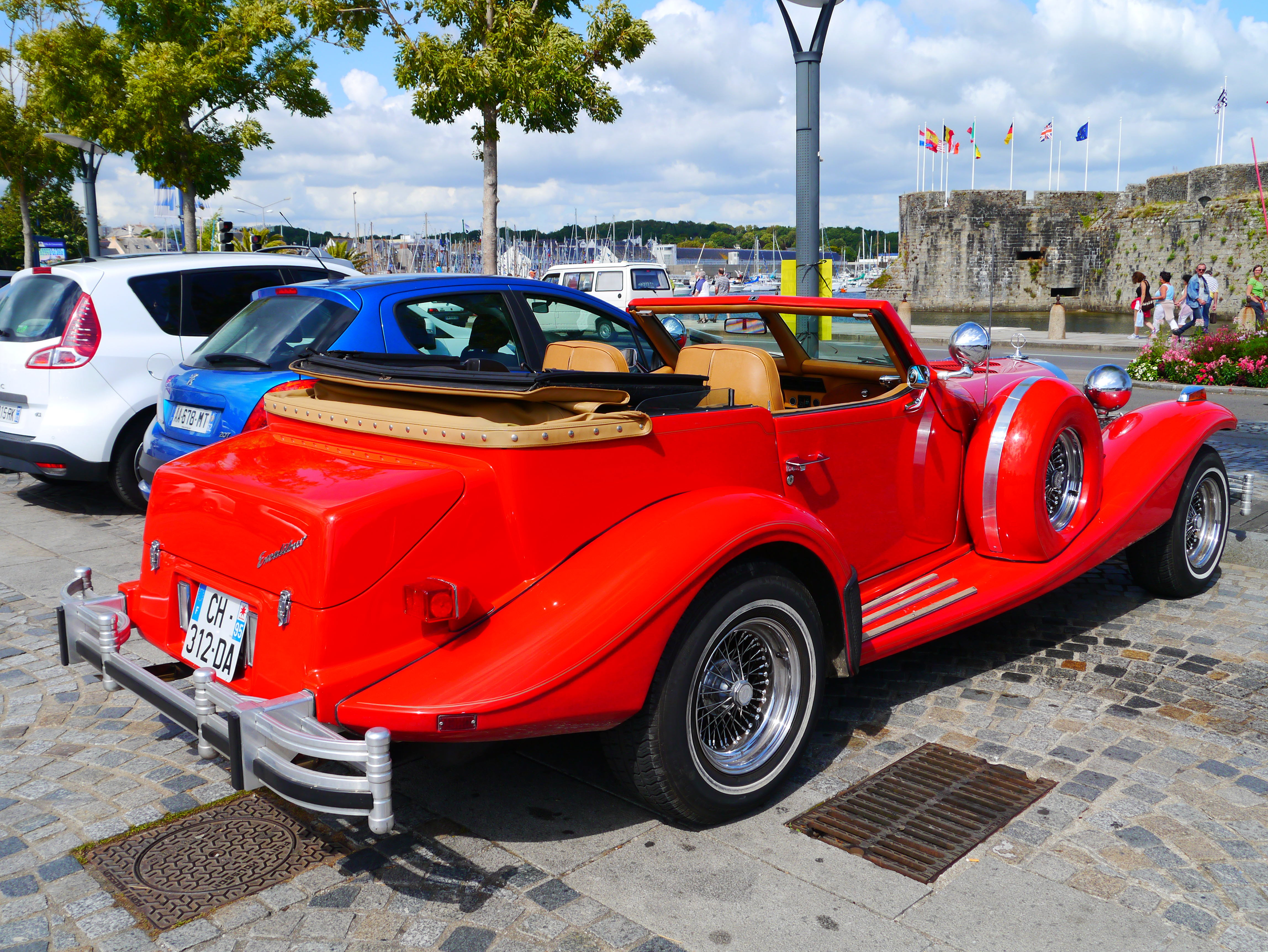
Excalibur Series IV als Phaeton

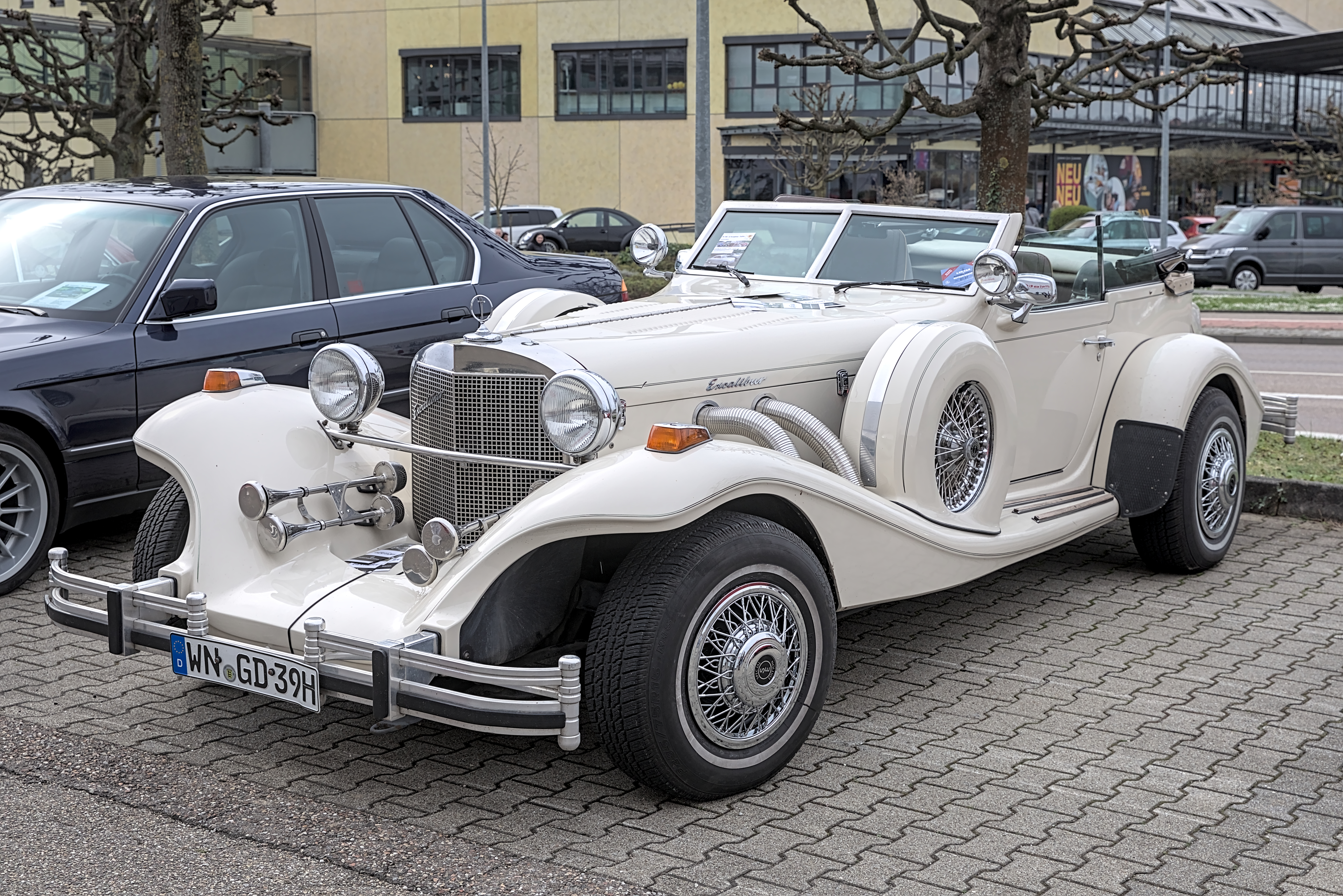
Excalibur Series V

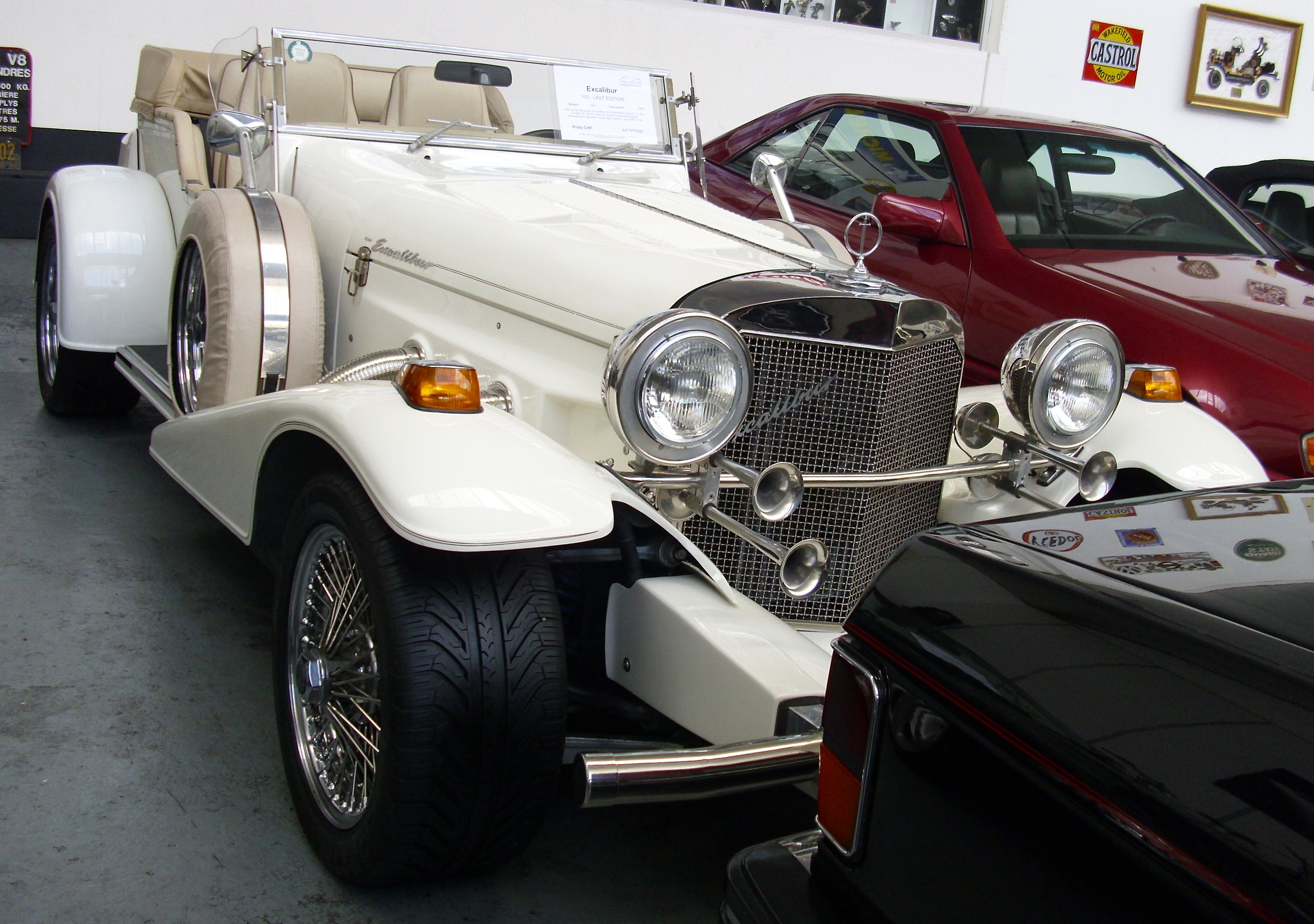
Excalibur Limited Edition 100 von 1994

Excalibur Automobile Corporation ist ein US-amerikanisches Unternehmen und ehemaliger Automobilhersteller. Das Unternehmen wurde 1963 von Brooks Stevens (1911–1995) als SS Automobiles Inc. gegründet. Der Firmensitz befindet sich in Milwaukee. Den Schwerpunkt der Tätigkeit bildeten die mit moderner Technik gebauten Replikate von Luxusautomobilen der 1930er Jahre.

## Unternehmensgeschichte
Stevens war lange Jahre Designberater für Studebaker. Gewissermaßen nebenbei hatte er sich seit den 1950er Jahren mit klassischen Automobilen beschäftigt. So entstand 1951 auf Eigeninitiative ein Excalibur genannter Roadster im klassischen Stil, der auf Studebaker-Technik beruhte. Das Auto blieb ein Einzelstück.
Später griff Stevens die Idee wieder auf und stellte 1963 einen weiteren Roadster mit Studebaker-Technik auf die Räder. Dieses Fahrzeug lehnte sich optisch an den Mercedes-Benz SSK von 1928 an. Studebaker war an einer Kleinserie interessiert und zeigte es auf einigen Messen, um die Publikumsreaktion zu testen. Letztlich fehlten dem angeschlagenen Unternehmen aber die Mittel für Projekte dieser Art.
Zusammen mit seinen Söhnen David und William und im Einvernehmen mit Studebaker gründete Brooks Stevens 1964 die SS Automobiles, die sich mit der Serienproduktion von Autos mit klassischem Design beschäftigten. Ziel war es nach eigenen Worten, einen Contemporary Classic, einen zeitgemäßen Klassiker, zu schaffen. Ende 1964 nahm der Betrieb die Produktion des nur leicht überarbeiteten Prototyps als Excalibur Roadster auf. Nur die Wagen der ersten Serie lehnten sich in gestalterischer Hinsicht eng an ein konkretes Vorbild an; spätere Serien hatten dagegen ein eigenständigeres Design, erinnerten aber auch an klassische Mercedes-Benz der 1930er Jahre.
Excalibur war das erste Unternehmen dieser Art in den USA. Der Erfolg des Excalibur ließ seit den 1970er Jahren zahlreiche weitere Unternehmen wie etwa Clénet, Ron Sparks Coachworks oder Elegant Motors (Letztere mit sehr akkuraten Duesenberg-Replicas) auf den Markt drängen, die Stevens’ Konzept kopierten und für Excalibur jedenfalls zeitweilig ernstzunehmende Konkurrenten darstellten.
In den 1970er Jahren änderte sich die Firmierung in Excalibur Automobiles Corporation. 1979 waren 90 Mitarbeiter beschäftigt und 1981 waren es 125. Mitte 1986 folgte der Bankrott. Die Acquisition Company übernahm die Reste des Unternehmens für 2,3 Millionen US-Dollar. Henry A. Warner wurde Präsident. Die neue Firmierung lautete Excalibur Marketing Corporation. Eine Quelle gibt an, dass die Familie Stevens daran beteiligt war. Im Juni 1990 stoppte die Produktion, als das Unternehmen in Insolvenz ging.
Der Deutsche Michael Timmer kaufte das Unternehmen im November 1991 für 1,33 Millionen US-Dollar. Er investierte und bereitete die erneute Produktionsaufnahme vor, wurde jedoch Anfang 1992 zahlungsunfähig, ohne ein Fahrzeug verkauft zu haben. Die Firmierung für diese kurze Phase ist nicht überliefert.
Die deutschen Udo und Jens Geitlinger übernahmen und setzten die Fahrzeugproduktion fort. Sie standen mit Sikkens Co. im deutschen Lichestein in Verbindung. 1991 zahlten sie 1,7 Millionen US-Dollar. 1993 wurden auch andere Produkte wie Gepäckträger, Kabinen und Anhänger ins Sortiment aufgenommen. Als Präsident des Unternehmens wird zu der Zeit Peter Reick genannt. Die Pkw-Fertigung endete 1997. 2000 ging das Unternehmen in den Konkurs. Eine andere Internetseite bestätigt Jens Geitlinger als Inhaber.
Alice Preston von Camelot Classic Cars übernahm 2003 die Reste. Preston selber gibt dagegen das Jahr 2001 an.
Insgesamt entstanden über 3500 Fahrzeuge. Eine andere Quelle nennt exakt 3268 Fahrzeuge.

## Modelle
Die erste Serie Excalibur Series I wurde zwischen 1965 und 1969 als zweisitziger Roadster und als viersitziges Phaeton produziert. Als Basis diente ein stabiles Fahrgestell des Studebaker Lark Daytona, das Stevens durch einige Eingriffe modifiziert hatte. Verschiedene V8-Motoren trieben die Fahrzeuge an. In einem Verkaufsprospekt wurden die gut ausgestatteten Excalibur als Wagen „für den Mann, der dachte, bereits alles zu haben“ („for the man who thought he had everything“) beschrieben.
Zum Modelljahr 1970 stellte Stevens mit dem Excalibur Series II eine zweite Auflage seines „Contemporary Classic“ vor. Als Karosserievarianten gab es weiterhin einen Phaeton und einen Roadster. Die Karosserien orientierten sich weiterhin am klassischen Mercedes-Benz-Design, setzten die Vorlage aber deutlich freier um als der Excalibur Series I. Die neuen Wagen ruhten auf einem eigenen Chassis, das Stevens’ Sohn David entworfen hatte. Die Corvette lieferte die Antriebstechnik. Excalibur verwendete zunächst den 5,7 Liter großen Achtzylindermotor von General Motors. Zum Modelljahr 1973 änderte Stevens die Antriebsaggregate auf „Big Block“ 7.4 l, ebenfalls von General Motors.
Für das Modelljahr 1975 wurde eine dritte Serie des Excalibur aufgelegt. Das Design des Excalibur Series III entsprach abgesehen von geringfügigen Modifikationen dem der Serie II; weiterhin wurden der Roadster und der Phaeton angeboten. Vorne und hinten erhielten die Wagen massive Stoßstangen aus Aluminium. Die vorderen Kotflügel waren nun seitlich verkleidet, um Verletzungsgefahren zu reduzieren. Der Motor hatte aufgrund der amerikanischen Emissionsbestimmungen weniger Leistung. Ein besonderes Gestaltungsdetail der Series III war die Verwendung von Leuchteinheiten des VW Käfer: Auf den vorderen Kotflügeln saßen die Blinker des Käfers, und die hinteren Kotflügel trugen die großen runden Rückleuchten (sogenannte Elefantenfüße) des VW Käfer 1303.
1980 wurde der Excalibur Series IV präsentiert. Die Wagen waren deutlich größer als ihre Vorgänger. So wuchs der Radstand um mehr als 30 cm auf 3170 mm. Das Design wurde eigenständiger; man sah deutlich, dass die Karosserien die klassischen Vorgaben nur noch andeuteten.
1986 folgte der Excalibur Series V. Er war erstmals auch als Limousine und Pullman-Limousine erhältlich. Das Modell basierte weitgehend auf dem Series IV.
Vom Excalibur Limited Edition 100 hatte Excalibur eine Kleinserie von 100 Fahrzeugen geplant, von denen jedoch nur etwa 27 produziert wurden. Das Fahrzeug war deutlich leichter und kompakter als die Series IV & V. Das Modell erinnert vom Design her stark an einen Excalibur Series III Phaeton.
Unter den deutschen Inhabern stand mit dem Excalibur JAC Cobra auch eine Nachbildung des AC Cobra im Sortiment.